# Oštroglava gušterica
Oštroglava gušterica (Dalmatolacerta oxycephala) je vrsta gušterice iz porodice Lacertidae.
Može ju se vidjeti po kamenim zidovima, ogradama, te zidovima i krovovima kuća. Skriva se po pukotinama i pod kamenjem.
Endemična je za krševite predjele istočne obale Jadrana, pa živi u Dalmaciji, Hercegovini i južnim dijelovima Crne Gore.